# Tuklaty
Tuklaty är en ort i Tjeckien.   Den ligger i regionen Mellersta Böhmen, i den centrala delen av landet, 25 km öster om huvudstaden Prag. Tuklaty ligger 247 meter över havet och antalet invånare är 669.
Terrängen runt Tuklaty är lite kuperad. Runt Tuklaty är det ganska tätbefolkat, med 239 invånare per kvadratkilometer. Närmaste större samhälle är Černý Most, 13,7 km väster om Tuklaty. Trakten runt Tuklaty består till största delen av jordbruksmark.